# Timmy Pettersson
Timmy Pettersson, född 15 mars 1977 i Gislaved, är en svensk professionell före detta ishockeyspelare som senast spelade för Djurgården Hockey i Hockeyallsvenskan.

## Klubbar
- Gislaveds SK Moderklubb
- Frölunda HC 1994–2002
- HV71 2002–2004
- Södertälje SK 2003–2006
- Djurgården Hockey 2006–2010, 2012–2014
- Severstal Tjerepovets 2010–2011
- ERC Ingolstadt 2011–2012